# 인간극장 (드라마)
《인간극장》은 KBS 1TV에서 방송된 단막극 TV 프로그램으로 제17부작(1화당 1시즌으로 총합 시즌 17기)이다.
《먼동》 후속 KBS 대하드라마로 예정됐던 《황토》가 캐스팅의 어려움과 제작비 문제로 인해 무산되자 대체 편성된 드라마이다. 2화 담당 PD인 이영국은 《황토》의 연출자였다.
이 드라마는 각 분야에서 묵묵히 자신의 일을 하며 값진 땀을 흘리는 서민들의 삶을 그린 다큐 드라마이며, 대부분이 한 가지 주제를 가지고 3 ~ 4부작으로 이어가는 미니시리즈 형식이었다. 다만, 9화와 16 ~ 17화는 각각 2부작으로, 15화는 1부작이었으며, 이들 중 9화는 1994년 12월 24일에 2회분을 연속 방송하였다.

## 방영 내역

### 1994년
| 회차 | 방송일                    | 부제                           | 출연자 | 원작   | 각본           | 연출   |
| ---- | ------------------------- | ------------------------------ | --- | ------ | -------------- | ------ |
| 1화  | 5월 7일 ~ 5월 28일        | 얼어붙은 시간                  | 이낙훈, 박칠용, 장기수, 김지영, 황준욱, 한진주, 정재곤, 권오현, 이다빈                                                 | 임채복 | 최경식         | 안영동 |
| 2화  | 6월 4일 ~ 6월 25일        | 그 집에는 술이 있다            | 이희도, 서갑숙, 신구, 김영옥, 허윤정, 문용민, 이정훈, 윤다훈, 이동신                                                   | 김미곤 | 송정림         | 이영국 |
| 3화  | 7월 2일 ~ 7월 30일        | 내 가슴의 청보리밭             | 안대용, 박혜숙, 최명수, 강인기, 김선영, 박상조, 이춘식, 이계인, 안영주                                                 | 이광재 | 윤영수         | 오동석 |
| 4화  | 8월 6일 ~ 8월 27일        | 쉼표없는 사랑                  | 정애리, 김성일, 김나운, 김상순, 여운계, 사미자, 양희경, 김봉근, 김동주, 남윤정, 정진, 김해권, 정미숙, 강신조, 유정연   | 박상대 | 허현미         | 김용규 |
| 5화  | 9월 3일 ~ 9월 24일        | 스트라디 바리 문을 열어 주세요 | 권병길, 남능미, 최성준, 박준규, 오현정, 신수경, 하미혜, 반효정, 남일우, 남윤정, 신귀식, 신구, 노영국, 오태경, 박루시아 | 정덕성 | 이미혜, 주은희 | 정을영 |
| 6화  | 10월 1일 ~ 10월 22일      | 마이더스의 손                  | 이영후, 선우은숙, 김명수, 강인덕, 손종범, 송종원, 박웅, 김경숙                                                         | 이후재 | 이환경         | 이덕건 |
| 7화  | 10월 29일 ~ 11월 19일     | 황혼의 그림자                  | 강태기, 이덕희, 신구, 정영숙, 박인환, 김경화, 권기선, 임택선, 이원발, 김동완, 오기환, 유순철, 안해숙, 이의정           | 이상락 | 윤혁민         | 황은진 |
| 8화  | 11월 26일 ~ 12월 17일     | 상사와 아내                    | 윤승원, 양미경, 사미자, 김성겸, 이종만, 권미혜, 백찬기, 서상익, 문창길, 한정국, 태민영                                 | 이경자 | 고영훈         | 한정희 |
| 9화  | 12월 24일 (2회 연속 방송) | 귀천                           | 김자옥, 정진, 김영옥, 민욱, 임병기, 안대용, 안병경, 김애경, 남일우, 이종만, 김미라                                     | 목순옥 | 김정           | 엄기백 |

### 1995년
| 회차 | 방송일              | 부제               | 출연자                                                                         | 각본           | 연출   |
| ---- | ------------------- | ------------------ | ------------------------------------------------------------------------------ | -------------- | ------ |
| 10화 | 1월 7일 ~ 1월 28일  | 배우수첩           | 허윤정, 손숙, 선우용녀, 김흥기, 권은아, 조양자, 안영주, 김을동, 박승호, 신성호 | 김오민         | 홍성덕 |
| 11화 | 2월 4일 ~ 2월 25일  | 눈뜨고 꿈꾸는 여자 | 김린, 임동진, 박찬환, 김지수, 반효정, 신귀식, 남윤정                           | 하청옥         | 이성연 |
| 12화 | 3월 4일 ~ 3월 25일  | 사랑의 만찬        | 김용림, 최정원, 서우림, 윤승원, 홍경인, 권기선, 홍여진, 김화영                 | 홍영희         | 엄기백 |
| 13화 | 4월 1일 ~ 4월 29일  | 고등어와 크레파스  | 박세준, 엄정화, 나문희, 김영옥, 하미혜, 안해숙, 양재성, 허현호                 | 성위환         | 이성주 |
| 14화 | 5월 6일 ~ 6월 3일   | 왕자의 노래        | 박철호, 남일우, 안해숙, 김소원, 이일웅, 권혁호, 안병경, 조재훈, 박건식         | 김혜린, 서희정 | 전성홍 |
| 15화 | 6월 10일            | 가인 김병로        | 신구, 김경응, 이치우, 이대로, 박용식, 황윤식, 이경영, 김동우                   | 김준일         | 이성연 |
| 16화 | 7월 1일 ~ 7월 8일   | 집게와 참외        | 김동우, 이원종, 김영란, 최정원, 이치우, 백수련, 윤덕용                         | 성위환         | 엄기백 |
| 17화 | 7월 22일 ~ 7월 29일 | 우리시대의 영웅    | 이희도, 권재희, 임채무, 김흥국, 박현정, 한현배                                 | 이경미         | 곽기원 |

## 결방 사유 및 편성 변경
- 1994년 11월 19일 : 9시 40분부터 보도특집 <신 아태 협력시대> 편성으로 인해 7화 <황혼의 그림자> 마지막회는 10시 30분에 방송
- 1994년 12월 31일 : 10시부터 <공영방송 과연 위기인가> 편성으로 인해 결방
- 1995년 5월 27일 : 9시 50분부터 KBS 특별회견 <서울 시장 후보> 편성으로 인해 14화 <왕자의 노래> 4회는 11시 50분에 방송
- 1995년 6월 17일 : <서울시장 후보 토론> 편성으로 인해 결방
- 1995년 6월 24일 : 생방송 심야토론 <지방자치와 공명선거> 편성으로 인해 결방
- 1995년 7월 15일 : <월드컵, 왜 한국에서 열려야 하나> 편성으로 인해 결방

## 사건 및 사고
- 6화 <마이더스의 손> 담당 PD였던 이덕건은 드라마 촬영 당시 출연진 중에 속했던 탤런트 한 명의 매니저로부터 향응 등을 제공받은 혐의를 받아 1995년 1월 28일 배임수재 혐의로 구속됐다.[2]
- 11화 <눈뜨고 꿈꾸는 여자>에서는 1994년 10월 대마초사건에 연루된 미국인 군속 김지수(미국명 킴캐신)를 주인공으로 기용하여 구설수에 올랐다.[3][4]

## 참고 사항
- 실존인물들의 삶을 솔직하게 그려 호평을 받았는데, 8 ~ 9화는 주인공(강병목 하사(8화, 윤승원 분), 천상병 시인(9화, 정진 분)) 아내(이경자(8화, 양미경 분), 목순옥 여사(9화, 김자옥 분))의 구술을 토대로 했다.
- 1995년 4월 22일 시작한 MBC 테마게임 때문에 점차 하락세를 보이자 17화 〈우리시대의 영웅〉을 끝으로 막을 내렸으며, 1개월 뒤 1995년 8월 5일 광복 50주년 기념드라마 《김구》가 방송 시작으로 KBS 대하드라마가 다시 재개되었다.
- 책임프로듀서 김재현과 5화 <스트라디 바리 문을 열어 주세요> 메인 작가 이미혜는 KBS 2TV 《아씨》에서 연출자-공동 집필자로 호흡을 맞췄는데 이 작품의 책임PD 한정희[5]는 8화 <상사와 아내> 담당 연출자였다.
- 7화 <황혼의 그림자>는 유일하게 외주제작(인풍비전)되었다.[6]